# Urbanització Galatzó

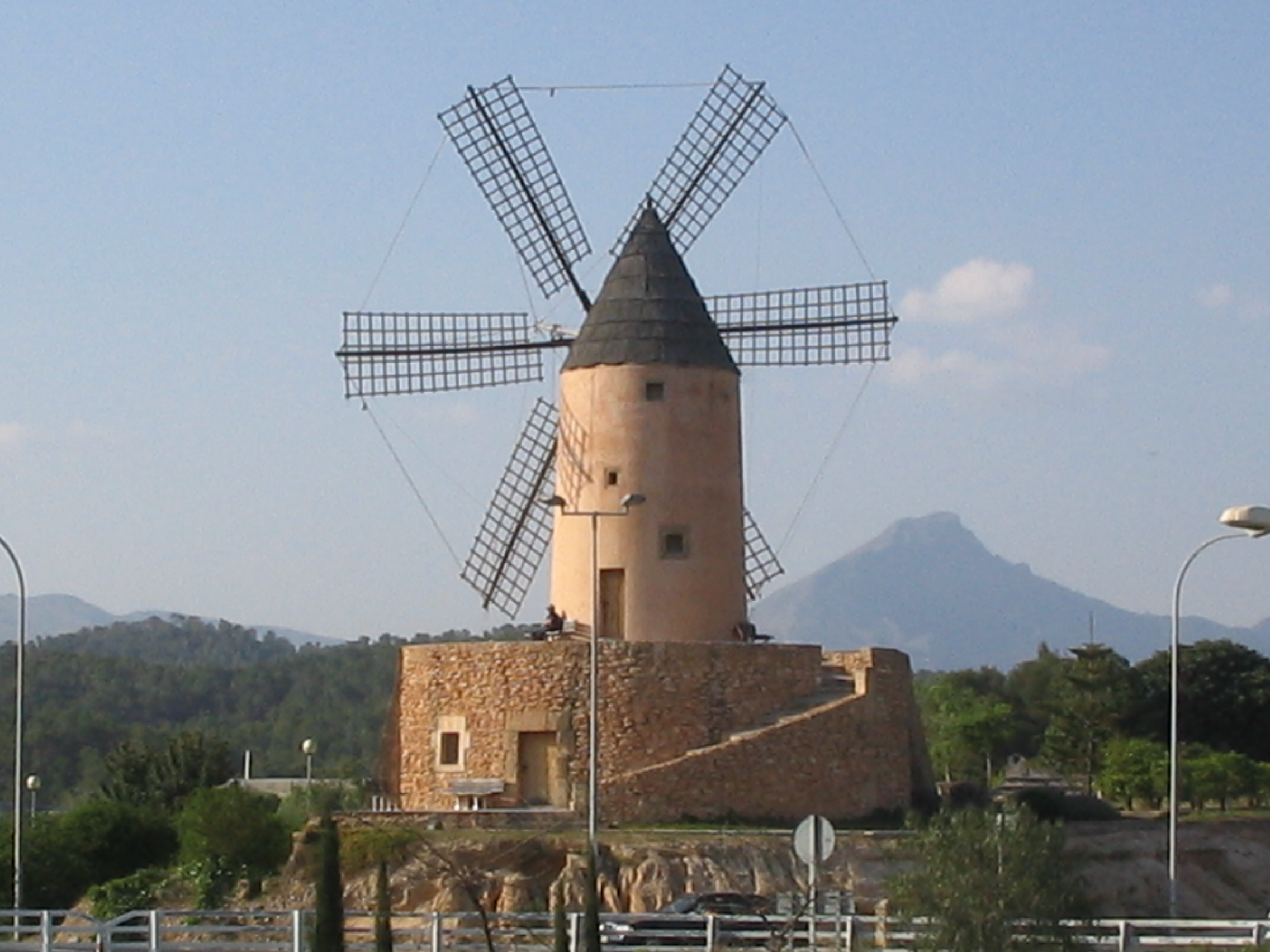
Molí de Santa Ponça

La urbanització Galatzó, que rep el nom del Puig del Galatzó, és una zona residencial pertanyent al municipi de Calvià, a l'illa de Mallorca. La urbanització que va començar a la fi dels anys 1970, és a la possessió de Son Pillo. És envoltada de zones verdes i forma part del recorregut del Passeig Calvià, considerat com el «pulmó verd» del municipi. El projecte va ser executat per la cooperativa de Pablo Iglesias i va comportar la iniciativa d'Habitatge Social del municipi. Té una població censada de 1.597 habitants.
Confronta amb Santa Ponça cap al sud i a uns 4 quilòmetres de Calvià al nord, a l'oest amb Peguera i al sud-est amb Son Ferrer. Al costat d'aquest nucli de població hi ha el polígon de Son Bugadelles, que contribueix a la diversificació econòmica del municipi.
Hi ha un centre d'ensenyament d'infantil i de primària, un de secundària, un pavelló esportiu, clubs de petanca i un d'esplai, i una confraria que fa processons per Setmana Santa.
També, hi ha el centre Es Generador que és un espai de participació juvenil per desenvolupar les relacions comunicatives i la creativitat dels joves de 14 a 30 anys. Organitza el Festival Es Generador, en què s'organitzen diferents activitats: skates&rollers, grafits, funky, hip-hop, teatre, dansa, etc.
El lloc més emblemàtic de la urbanització és el molí de Santa Ponça (mitjan segle xix) al costat de la rotonda de la carretera de Palma-Andratx i de Santa Ponça-Calvià. Va ser restaurat el 1995 en el marc d'un projecte de l'escola taller municipal.
Del 20 al 25 d'agost se celebren les festes patronals.

## Refeerències
1. ↑  «Molí de Santa Ponça. Calvià» (en de mallorca). [Consulta: 26 febrer 2025].
2. ↑  Segura i Salado, Josep; Carrero Saralegui, Pedro. Es molí de Santa Ponça: historia i restauració, 1990. ISBN 978-84-86798-23-9.